# 福岡市立石丸小学校
福岡市立石丸小学校（いしまるしょうがっこう）は、福岡県福岡市西区石丸3丁目にある公立小学校。

## 校勢
2019年5月1日現在
- 学級数 - 単式学級19学級、特別支援学級1学級
- 児童数 - 569人（うち特別支援学級7人）

## 沿革
1978年に下山門小学校から分離する形で開校。

### 年表
- 1978年（昭和53年）4月 - 市内115番目の小学校として開校

## 学校教育目標
- 石丸を愛し、未来に夢を抱き、自ら進んで課題を解決しようとする子どもの育成

## 通学区域
- 福岡市西区のうち、以下の区域 [4]
  - 大町団地
  - 十郎川団地
  - 石丸	1丁目～4丁目

校区内に名柄川、十郎川の二つの河川が流れている。校区北側には大町団地、南東側には石丸団地、南西側には十郎川団地がある。校区の中央を南北に外環状線・都市高速道路、南側には国道202号線が東西に走っていて、交通の便が良くなるにつれて校区内にマンションの建設が進み、徐々に児童数も増加傾向にある。

### 進学先中学校
- 福岡市立下山門中学校

### 校区が隣接する小学校
- 福岡市立内浜小学校
- 福岡市立下山門小学校
- 福岡市立福重小学校
- 福岡市立城原小学校
- 福岡市立壱岐小学校

### 校区内の主な施設
- 成徳保育園（大町団地）
- かぼちゃ畑保育園（石丸3丁目）
- 福岡西郵便局（石丸3丁目）
- 石丸公民館（石丸2丁目）
- 西警察署石丸交番（石丸4丁目）
- 白十字病院（石丸4丁目）
- 白十字リハビリテーション病院（石丸3丁目）
- 石丸公園（石丸1丁目）
- 石丸中公園（石丸2丁目）
- 石丸西公園（石丸3丁目）
- 石丸東公園（石丸3丁目）
- 石丸中央公園（石丸4丁目）

## 交通
- 西鉄バス福岡西郵便局前バス停 300m